# Robur Siena
El Robur Siena S.p.A., més conegut com a Robur Siena o simplement Siena, és un club de futbol italià amb seu a la ciutat de Siena, a la Toscana.
L'associació va formar-se el 2014, sobre les cendres de l' Associazione Calcio Siena, anteriorment Società Sportiva Robur i Società Studio e Divertimento, el club anterior fundat a la ciutat de la Toscana el 1904, del qual Robur Siena va heretar la tradició esportiva. Els colors oficials són el blanc i el negre mentre que el sobrenom de l'equip és "Robur". Juga el partits a casa al Estadi Artemio Franchi a Siena, inaugurat el 1923 i amb capacitat per 15.373 espectadors amb seients.
En més d'un segle d'història Siena, ocupa el 48è lloc en el rànquing de la tradició esportiva dels equips que van jugar a A i el 35è lloc de la classificació perpètua de la Serie A, va jugar 9 edicions a la màxima categoria, 13 a la Serie B, el campionat mixt de postguerra i 44 tornejos de la Sèrie C més 8 de la Sèrie C2, inscrivint un total de 75 temporades professionals de les 90 organitzades per la FIGC des de 1926. La millor posició a la Sèrie A a final de temporada és el 13è lloc de la temporada 2007-08 i va arribar a la semifinal de la Copa d'Itàlia 2011-12. Té quatre títols nacionals: 1 campionat de la Serie B, 1 Supercopa de la Serie C i 2 Escudettos Amateur.